# Freddy Álvarez
Freddy Antonio Álvarez Rodríguez (Nicoya, Guanacaste, Costa Rica, 26 de abril de 1995) es un futbolista costarricense que juega de mediocentro ofensivo en el BG Pathum United F. C. de la Liga de Tailandia.

## Trayectoria

### Saprissa de Corazón
Freddy Álvarez es de la cantera del Deportivo Saprissa —tras ser visto por entrenadores en Guanacaste— y fue asignado al equipo filial de Segunda División, para disputar el Torneo de Clausura 2012. Debutó oficialmente el 14 de enero, en el juego por la segunda jornada ante La Suerte en el Estadio Ricardo Saprissa. El marcador terminaría con cifras de 3-5 a favor de los rivales.
El 12 de agosto de 2012 tuvo lugar la primera fecha del Torneo de Apertura contra Jacó Rays, en el Estadio Municipal de Garabito. El centrocampista, por su parte, tuvo acción por 65 minutos en la pérdida por 3-1. Al término de la fase regular del campeonato, su conjunto quedó en el séptimo lugar de la tabla con 17 puntos. Álvarez tuvo once apariciones y acumuló 723 minutos de acción.
Hizo los primeros dos goles de su carrera el 26 de enero de 2013, sobre Cariari para la victoria de 2-1. Una vez finalizado el Torneo de Clausura para su club, el mediocentro sería novedad al contabilizar ocho tantos realizados en once juegos disputados —con 700 minutos en total—. Su conjunto quedó sin posibilidades de aspirar a una segunda etapa del campeonato.

### Generación Saprissa
El nombre de su equipo cambió por Generación Saprissa a partir de agosto de 2013, mientras que Freddy fue seleccionado —por el entrenador Enrique Rivers— para afrontar esta temporada.
Jugó el Torneo de Apertura 2013 y marcó una anotación de penal sobre Aserrí, el 31 de agosto, en el Estadio ST Center para la victoria por 1-2. Posteriormente los morados demostraron un mayor crecimiento para avanzar a la siguiente fase como segundo del grupo B y tercero en la tabla general. Los cuartos de final se desarrollaron a mediados de noviembre contra Barrio México —ambos cotejos con empates 1-1 en la ida y 2-2 en la vuelta, ganando su equipo 2-3 por la definición en penales—. La semifinal de ida se dio el 30 de noviembre contra AS Puma y prevaleció el empate 1-1. En la vuelta de esta serie, su club fue eliminado por la pérdida de 2-1.

### Deportivo Saprissa
El jugador fue ascendido al equipo de Primera División bajo las órdenes del entrenador Ronald González, para afrontar el Campeonato de Verano 2014. Álvarez no llegó a debutar con el conjunto absoluto y solo fue convocado en el empate 1-1 de local ante Limón, esto el 26 de enero, quedándose en el banquillo en aquella oportunidad.

### C. S. Uruguay de Coronado
Aún con el torneo de liga en curso, a finales de enero se formaliza la cesión del futbolista al Uruguay de Coronado —con Carlos Watson como el director técnico—. Tuvo su debut en la máxima categoría costarricense el 9 de febrero, contra Pérez Zeledón en la visita al Estadio Municipal, teniendo 79 minutos de participación en el empate 1-1. Marcó su primer tanto con la camiseta aurinegra en la séptima fecha del 13 de febrero, desarrollada en condición de local en el Estadio El Labrador, sobre la Universidad de Costa Rica. En esa ocasión puso el gol de la igualdad transitoria 1-1 al minuto 42', pero los rivales terminarían triunfando 1-2. Álvarez finalizó el certamen con trece presencias y aportó tres asistencias.
Disputó el Campeonato de Invierno 2014 y obtuvo catorce apariciones. Sumó solamente un pase a gol mientras que su equipo se quedó en el undécimo lugar con dieciséis puntos. El ligamen de préstamo finalizó y el futbolista retornó al conjunto saprissista.

### C. F. Universidad de Costa Rica
El 27 de enero de 2015, se hace oficial la incorporación de Freddy a la Universidad de Costa Rica en calidad de préstamo. Debutó en el Campeonato de Verano al día siguiente —con la dorsal «20»— contra Herediano en el Estadio "Coyella" Fonseca, tras haber ingresado por Josué Martínez al minuto 78' y el marcador finalizaría en empate sin goles. Acabó el torneo con solamente cuatro participaciones. A finales del mes de junio se renovó la cesión con los universitarios por un año más.
Para la temporada 2015-16, Álvarez encontraría regularidad al contabilizar un total de 39 partidos jugados con dos goles concretados, específicamente sobre Uruguay de Coronado (victoria por 2-0 el 9 de diciembre de 2015) y Carmelita (triunfo 2-4 dado el 27 de marzo de 2016). Su buen nivel le permitió salir del país para llevar a cabo pruebas en el Strømmen IF, de la segunda categoría del balompié noruego. Estuvo por doce días en entrenamientos —junto al defensor Julio Cascante— y el 3 de febrero se confirmó su aprobación, pero las estipulaciones en su contrato fueron cambiadas a lo que inicialmente había recibido, por lo que descartó su vínculo con el equipo.
En la primera fecha del Campeonato de Invierno 2016, su club hizo frente al conjunto de Carmelita, el 17 de julio en el Estadio Morera Soto. Álvarez fue titular por 70 minutos —asumiendo un rol importante al portar el número «10» en su camiseta—, salió de cambio por Bryan Solórzano y el marcador definió la victoria con cifras de goleada 1-4. El 11 de agosto hizo su primer gol en la igualdad 1-1 ante Herediano. Tres días después marcó un tanto desde fuera del área contra Belén, en el triunfo 2-1. El 28 de agosto concretó una anotación al minuto 50' en el empate 1-1 frente a Liberia en el Estadio "Coyella" Fonseca. El 1 de octubre, en la visita a San Carlos, Freddy conseguiría un gol al minuto 28', mediante un cobro magnífico de tiro libre para poner la ventaja transitoria de 0-2. Los universitarios terminarían triunfando por 0-3. Obtuvo su quinta conquista el 29 de octubre sobre Belén (pérdida 3-2). En la última jornada de la fase de clasificación contra Alajuelense, efectuada el 13 de noviembre, el centrocampista se destapó con un doblete —ambos goles de tiro libre directo—, a los minutos 3' y 80'. Concluyó la competencia con veintiún presencias para acumular 1623 minutos disputados.

### Deportivo Municipal
El 15 de diciembre de 2016, Álvarez fue confirmado como el nuevo fichaje del Deportivo Municipal de Perú, por el periodo de un año. Estampó su firma formalmente el 3 de enero de 2017, tras haber superado las pruebas físicas y médicas. Antes de debutar en la liga peruana, jugó la primera fase de la Copa Libertadores en la serie contra Independiente del Valle de Ecuador, esto por el encuentro de vuelta del 27 de enero. En esa oportunidad, ingresó de relevo por Pedro Gutiérrez al minuto 65' y el marcador culminó empatado 2-2. Su conjunto fue eliminado por el agregado de 3-2.
Enfrentó su primer compromiso del Torneo de Verano 2017 el 5 de febrero ante el Real Garcilaso en el Estadio Túpac Amaru, con la dorsal «14» como sustitución por Rafael Guarderas al minuto 75'. El resultado acabaría en derrota ajustada por 1-0. Marcó un gol el 16 de abril al minuto 53' sobre el Juan Aurich, el que significó el triunfo 0-1 en condición de visita. Una semana después alcanzó otro tanto, esta vez de tiro libre cobrado de manera precisa frente al Alianza Lima. El centrocampista terminó la competición con trece presencias, con dos anotaciones y una asistencia.
Para el segundo torneo corto que disputó —el Apertura 2017—, Álvarez logró once apariciones y aportó tres pases a gol, precisamente en las victorias sobre Unión Comercio (1-0), Huancayo (2-1) y Ayacucho (2-0). Su equipo fue sexto en la tabla de posiciones con veintitrés puntos.
Arrancó de buena forma el Torneo de Clausura 2017, el 19 de agosto contra Rosario en el Estadio Iván Elías Moreno. Anotó de tiro libre directo al minuto 25' y asistió a sus compañeros Rodrigo Cuba (al 16') e Ítalo Regalado (al 78') en los otros goles de la victoria por 3-0. El 14 de octubre aportó un pase a gol a José Carlos Fernández por la octava fecha de liga frente al Sporting Cristal. El 28 de octubre dio tres asistencias en un mismo juego, en el triunfo 1-4 ante Universidad San Martín. Acabó el certamen local con trece compromisos desarrollados y seis pases a gol.

### L. D. Alajuelense
El 22 de diciembre de 2017, Freddy regresó a Costa Rica y firmó para Alajuelense. Fue presentado oficialmente ese mismo día por el presidente del club Fernando Ocampo.

### C. S. Herediano
El 5 de junio de 2019 fue fichado por el C.S Herediano por un contrato de seis meses.

### Jicaral Sercoba
En enero de 2020 fue cedido a Jicaral Sercoba. En el mes de julio, Jicaral Sercoba compra la ficha, renovando su contrato.

### F. K. Shkupi
El 1 de agosto de 2020 fue cedido al F. K. Shkupi, convirtiéndose además en el primer costarricense en jugar en la liga de Macedonia del Norte. El 16 de agosto debutó con el equipo ante el FK Makedonija, ingresó de cambio al minuto sesenta, mientras si minuto 90+3, Freddy realizó su primera asistencia, finalizando el compromiso con victoria 3-1. El 23 de mayo de 2021, el F.K Shkupi compró la ficha a Jiracal Sercoba.
En la temporada 2021-22, Freddy Álvarez se proclamó campeón de la liga de Macedonia del Norte, como hecho histórico, ya que es el primer título de F.K Shkupi, y como el primer costarricense en lograrlo, como futbolista destacado, sumando 31 partidos disputados, 8 anotaciones, ofreciendo 18 asistencias, permitiéndole en estar en el once ideal del campeonato. Freddy también tuvo presentación por la clasificación europea de la Liga Europa Conferencia de la UEFA, donde quedaron eliminados en la tercera ronda.

### BG Pathum United F. C.
El 25 de junio de 2023, se oficializó su fichaje al BG Pathum United F. C..

## Selección nacional

### Categorías inferiores
En marzo de 2013, el entrenador Jafet Soto de la sub-21 de Costa Rica, consideró en su lista final a Freddy Álvarez para afrontar el torneo de fútbol masculino de los Juegos Centroamericanos, con sede en San José. Apareció como titular, y con la dorsal «12», en la primera fecha del 7 de marzo ante el combinado de Belice, en el Estadio Ernesto Rohrmoser; disputó 83 minutos, salió de cambio por José Sosa y el marcador terminó en victoria por 3-0. Luego vio acción en los siguientes dos encuentros de la fase de grupos, con triunfos sobre Nicaragua (2-0) y El Salvador (3-0). Su país avanzó a la siguiente etapa como líder invicto con nueve puntos. El 13 de marzo completó 45 minutos de participación en la semifinal contra Guatemala, encuentro que fue ganado por su conjunto con cifras de 2-1. En la final de dos días después en el Estadio Nacional ante Honduras, Álvarez entró de relevo por Sosa al minuto 24', pero se fue de cambio al 73' por Giovanni Cantillano. Su selección sufrió el único revés por 0-1 y se quedó con la medalla de plata de la competencia.
El 22 de septiembre de 2015, el centrocampista entró en la convocatoria del estratega Luis Fernando Fallas, del combinado Sub-23 costarricense, con miras al Preolímpico de Concacaf que tuvo lugar en Estados Unidos. Debutó el 2 de octubre en el StubHub Center, escenario donde enfrentó a México, ingresando de cambio al minuto 73' por Dylan Flores en la derrota con goleada 4-0. Dos días después contra Honduras apareció en el once inicial, pero fue sustituido por Joseph Mora al minuto 58'. Su nación sufrió la nueva pérdida, con cifras de 0-2, por lo que quedó sin posibilidades de avanzar a los Juegos de Río 2016 de forma prematura. Para el último cotejo del 7 de octubre en el Dick's Sporting Goods Park ante Haití, Freddy se mantendría en la suplencia mientras que su equipo igualó a un gol.

## Estadísticas

### Clubes
Actualizado al último partido jugado el 30 de octubre de 2024.
| Club                                   | Div.          | Temporada     | Liga  | Liga  | Liga   | Copas nacionales | Copas nacionales | Copas nacionales | Copas internacionales | Copas internacionales | Copas internacionales | Total | Total | Total  |
| Club                                   | Div.          | Temporada     | Part. | Goles | Asist. | Part.            | Goles            | Asist.           | Part.                 | Goles                 | Asist.                | Part. | Goles | Asist. |
| -------------------------------------- | ------------- | ------------- | ----- | ----- | ------ | ---------------- | ---------------- | ---------------- | --------------------- | --------------------- | --------------------- | ----- | ----- | ------ |
| C. S. Uruguay de Coronado · Costa Rica |               |               |       |       |        |                  |                  |                  |                       |                       |                       |       |       |        |
| 1.ª                                    | 2013-14       | 13            | 1     | 3     | —      | —                | —                | —                | —                     | —                     | 13                    | 1     | 3     |        |
| 1.ª                                    | 2014-15       | 15            | 0     | 1     | —      | —                | —                | —                | —                     | —                     | 15                    | 0     | 1     |        |
| Total club                             | Total club    | 28            | 1     | 4     | 0      | 0                | 0                | 0                | 0                     | 0                     | 28                    | 1     | 4     |        |
| La U Universitarios · Costa Rica       |               |               |       |       |        |                  |                  |                  |                       |                       |                       |       |       |        |
| 1.ª                                    | 2014-15       | 4             | 0     | 0     | —      | —                | —                | —                | —                     | —                     | 4                     | 0     | 0     |        |
| 1.ª                                    | 2015-16       | 38            | 2     | 0     | 2      | 0                | 0                | —                | —                     | —                     | 40                    | 2     | 0     |        |
| 1.ª                                    | 2016-17       | 21            | 7     | 0     | —      | —                | —                | —                | —                     | —                     | 21                    | 7     | 0     |        |
| Total club                             | Total club    | 63            | 9     | 0     | 2      | 0                | 0                | 0                | 0                     | 0                     | 65                    | 9     | 0     |        |
| Deportivo Municipal · Perú             |               |               |       |       |        |                  |                  |                  |                       |                       |                       |       |       |        |
| 1.ª                                    | 2016-17       | 37            | 3     | 10    | —      | —                | —                | 1                | 0                     | 0                     | 38                    | 3     | 10    |        |
| Total club                             | Total club    | 37            | 3     | 10    | 0      | 0                | 0                | 1                | 0                     | 0                     | 38                    | 3     | 10    |        |
| L. D. Alajuelense · Costa Rica         |               |               |       |       |        |                  |                  |                  |                       |                       |                       |       |       |        |
| 1.ª                                    | 2017-18       | 5             | 0     | 0     | —      | —                | —                | —                | —                     | —                     | 5                     | 0     | 0     |        |
| 1.ª                                    | 2018-19       | 26            | 2     | 3     | —      | —                | —                | —                | —                     | —                     | 26                    | 2     | 3     |        |
| Total club                             | Total club    | 31            | 2     | 3     | 0      | 0                | 0                | 0                | 0                     | 0                     | 31                    | 2     | 3     |        |
| C. S. Herediano · Costa Rica           |               |               |       |       |        |                  |                  |                  |                       |                       |                       |       |       |        |
| 1.ª                                    | 2019-20       | 19            | 3     | 0     | —      | —                | —                | 2                | 0                     | 1                     | 21                    | 3     | 1     |        |
| Total club                             | Total club    | 19            | 3     | 0     | 0      | 0                | 0                | 2                | 0                     | 1                     | 21                    | 3     | 1     |        |
| Jicaral Sercoba · Costa Rica           |               |               |       |       |        |                  |                  |                  |                       |                       |                       |       |       |        |
| 1.ª                                    | 2019-20       | 21            | 8     | 5     | —      | —                | —                | —                | —                     | —                     | 21                    | 8     | 5     |        |
| Total club                             | Total club    | 21            | 8     | 5     | 0      | 0                | 0                | 0                | 0                     | 0                     | 21                    | 8     | 5     |        |
| F. K. Shkupi Macedonia del Norte       |               |               |       |       |        |                  |                  |                  |                       |                       |                       |       |       |        |
| 1.ª                                    | 2020-21       | 32            | 2     | 15    | —      | —                | —                | 1                | 0                     | 0                     | 33                    | 2     | 15    |        |
| 1.ª                                    | 2021-22       | 31            | 8     | 18    | —      | —                | —                | 4                | 0                     | 2                     | 35                    | 8     | 20    |        |
| 1.ª                                    | 2022-23       | 29            | 10    | 20    | —      | —                | —                | 8                | 0                     | 2                     | 37                    | 10    | 22    |        |
| Total club                             | Total club    | 92            | 20    | 53    | 0      | 0                | 0                | 13               | 0                     | 4                     | 105                   | 20    | 57    |        |
| BG Pathum United F. C. Tailandia       |               |               |       |       |        |                  |                  |                  |                       |                       |                       |       |       |        |
| 1.ª                                    | 2023-24       | 28            | 5     | 8     | 7      | 1                | 1                | 5                | 0                     | 0                     | 40                    | 6     | 9     |        |
| 1.ª                                    | 2024-25       | 8             | 2     | 1     | 1      | 0                | 1                | 2                | 0                     | 0                     | 11                    | 2     | 2     |        |
| Total club                             | Total club    | 36            | 7     | 9     | 8      | 1                | 2                | 7                | 0                     | 0                     | 51                    | 8     | 11    |        |
| Total carrera                          | Total carrera | Total carrera | 327   | 53    | 84     | 10               | 1                | 2                | 22                    | 0                     | 5                     | 359   | 54    | 91     |
| 1. 2. Fuente:Transfermarkt             |               |               |       |       |        |                  |                  |                  |                       |                       |                       |       |       |        |

## Palmarés

### Títulos nacionales
| Título                                  | Club                   | País                | Año  |
| --------------------------------------- | ---------------------- | ------------------- | ---- |
| Primera División de Costa Rica          | C. S. Herediano        | Costa Rica          | 2019 |
| Primera División de Macedonia del Norte | F. K. Shukpi           | Macedonia del Norte | 2022 |
| Copa de la Liga de Tailandia            | BG Pathum United F. C. | Tailandia           | 2024 |

### Distinciones individuales
| Distinción                                                                          | Año  |
| ----------------------------------------------------------------------------------- | ---- |
| Mejor jugador de la temporada 2021-22 de la Primera División de Macedonia del Norte | 2022 |
| Mejor jugador de la temporada 2022-23 de la Primera División de Macedonia del Norte | 2023 |